# Nord-Pas-de-Calais
Nord-Pas-de-Calais (în traducere Nord - Pasul Calais) a fost una dintre cele 26 regiuni ale Franței de până la reforma administrativă din 2014. Capitala regiunii era orașul Lille, iar regiunea cuprindea 2 departamente. La 1 ianuarie 2016 a fuzionat cu Picardia, formând noua regiune Hauts-de-France.

## Istoric
Locuit încă din vremuri periostorice, regiunea Nord-Pas-de-Calais a fost totdeauna una dintre cele mai strategice și astfel cele mai râvnite regiuni ale Franței. Generalul Charles de Gaulle, un nativ al regiunii, a numit-o un "bulevard fatal" pe unde armate invadatoare au trecut în mod repetat. A fost cucerită pe rând de triburi celtice, de Roma, franci și alemani. A fost contestată de Anglia, Franța și Burgundia în timpul Războiului de o sută de ani înainte de a fi inclusă în Regatul Franței în secolul XV. A fost anexată de Țările de Jos Spaniole în 1598, fiind oferită ca dar de nuntă și reanexată Franței în secolul XVII, însă nu fără o rezistență considerabilă din partea populației, majoritar flamande. A fost împărțită în cele două departamente actuale în urma Revoluției franceze din 1789.
În timpul secolului al XIX-lea, regiunea a suferit o industrializare masivă, devenind una dintre principalele regiuni industriale ale Franței, a două după Alsacia-Lorena. În urma Războiului Franco-Prusac din 1870 datorită pierderii Alsaciei și Lorenei, regiunea a devenit prima regiune industrială a țării, fiind practic neafectată de conflict. Din nefericire, cele două conflicte mondiale din secolul XX au devastat complet regiunea. În Primul război mondial regiunea a fost aproape complet ocupată de către Germania. Multe orașe  și suprafețe întregi au fost complet distruse în urma celor patru ani de război de tranșee, regiunea suferind devastări incomparabile cu cele ale celorlalte regiuni franceze. Germania a ocupat din nou în al doilea război mondial regiunea, și a folosit-o pentru lansarea atacurilor din Bătălia Angliei. Bombardamentele aliate și luptele terestre ce au urmat debarcării din 1944 au devastat din nou multe din orașele regiunii, dar cu toate că marea majoritate a orașelor au fost eliberate în septembrie 1944, Dunkerque nu a fost eliberat până în 9 mai 1945, fiind ultimul oraș francez eliberat de ocupația germană.

## Geografia
Regiunea estică de coastă și regiunea sudică ce reprezintă 60% din teritoriu oferă peisaje valonate și are aspect de bocage (crâng), cu o densitate de populație comparabilă cu media pe țară. În schimb, regiunea nord-estică aparține marii câmpii nord-europene, având altitudini mici ce rar depășesc 100m, are o concentrație a populației ridicată și o densitate crescută a activităților industriale.

## Economia
Nord-Pas-de-Calais a devenit un centru important al industriei grele în secolul XIX datorită mineritului, siderurgiei și industriei textilelor. A avut de suferit enorm în urma celor două războaie mondiale și nu a reușit să se redreseze la fel de bine ca alte regiuni franceze. În plus, în perioada recentă, datorită închiderii minelor și dificultăților de pe piața mondială a siderurgiei și textilelor, a suferit un regres din punct de vedere economic, în perioada 1975-1984 industria regiunii pierzând peste 130.000 locuri de muncă și șomajul s-a ridicat la aproximativ 14%. Totuși, regiunea s-a bucurat de ajutor masiv din partea guvernului francez și a Uniunii Europene în utimii 20 de ani. Deschiderea Tunelului Canalului în 1994 a fost binevenită în regiune și a este un factor de prosperitate.

## Demografia
Regiunea este puternic urbanizată, peste 83% din locuitori locuind în orașe. Cu peste 4 milioane de locuitori, reprezintă 7% din populația Franței, are cel mai mare procentaj de tineri sub 25 de ani și una dintre cele mai scăzute rate ale mortalității. Regiunea cuprinde opt aglomerații de mai mult de 100.000 de locuitori dintre care una cu mai mult de 1.000.000 - metropola Lille. Aglomerațiile Béthune-Bruay, Lens-Liévin-Hénin, Douai și Valenciennes formează o conurbație aproape continuă care se continuă și în Belgia. În total, regiunea se află în mijlocul unei zone cu o rază de 300 kilometri, unde locuiesc peste 100 milioane de persoane.

## Patrimoniu cultural al umanității UNESCO
Zona minieră din Nord-Pas-de-Calais a fost înscrisă în anul 2012 pe lista patrimoniului cultural mondial al UNESCO.